# Ailau (Aldeia, Suro-Craic)
Ailau ist eine osttimoresische Aldeia im Suco Suro-Craic (Verwaltungsamt Ainaro, Gemeinde Ainaro). 2015 lebten in der Aldeia 317 Menschen.

## Geographie und Einrichtungen
Die Aldeia Ailau bildet das Zentrum und den Süden des Sucos Suro-Craic. Nördlich befindet sich die Aldeia Bazar. Im Osten fließt entlang der Grenze der Belulik, an der Westgrenze sein Nebenfluss Buronuno. Die Flüsse vereinigen sich an der Südspitze von Suro-Craic. Jenseits des Buronuno liegt der Suco Cassa, jenseits des Belulik der zum Verwaltungsamt Hato-Udo gehörenden Suco Leolima.
An der Nordgrenze liegt das Dorf Ailau. Abgesehen von einigen Häusern östlich am Belulik ist der Rest der Aldeia unbesiedelt. Im Dorf Ailau steht eine Grundschule.